# Instituto Nacional de Estatística (São Tomé e Príncipe)
O Instituto Nacional de Estatística (INE) é um órgão público são-tomense responsável pela informação estatística oficial da República Democrática de São Tomé e Príncipe. Sua atual diretora-geral é Elsa Cardoso.